# Guzowatka (powiat wołomiński)
Guzowatka – wieś w Polsce położona w województwie mazowieckim, w powiecie wołomińskim, w gminie Dąbrówka. Ma status sołectwa.
Prywatna wieś szlachecka położona była w drugiej połowie XVI wieku w powiecie kamienieckim ziemi nurskiej województwa mazowieckiego.
W latach 1954–1959 wieś należała i była siedzibą władz gromady Guzowatka, po jej zniesieniu w gromadzie Dąbrówka. W latach 1975–1998 miejscowość należała administracyjnie do województwa ostrołęckiego.
W Guzowatce znajduje się szkoła podstawowa, do której uczęszczają dzieci z okolicznych miejscowości (Guzowatka, Kołaków, Ostrówek, Działy Czarnowskie, Sokołówek, Teodorów). Poza szkołą na terenie wsi znajduje się jeszcze Wiejski Dom Kultury na terenie którego działa Związek Młodzieży im. Księdza Skorupki.
Wierni Kościoła rzymskokatolickiego należą do parafii Podwyższenia Krzyża Świętego w Dąbrówce.